# مارغريت الثالثة، كونتيسة فلاندرز
مارغريت الثالثة (13 أبريل 1350 - 21/16 مارس 1405) هي كونتيسة فلاندرز، وفضلا عن ذلك كونتيسة أرتوا وبورغندي (كـ مارغريت الثانية)، هي الابنة الوحيدة لـ لويس الثاني، كونت فلاندرز ومارغريت من برابانت، تزوجت أولا من في 1355  من فيليب الأول، دوق بورغندي،  ولكن قبل اكتمل الزواج توفي في 1360 من حادث ركوب الخيل، ثم في 1369 تزوجت من فيليب الجريء، وهي والدة جان الجسور.